# 1997 en architecture
| Années de l'architecture : 1994 - 1995 - 1996 - 1997 - 1998 - 1999 - 2000    |
| Décennies de l'architecture : 1960 - 1970 - 1980 - 1990 - 2000 - 2010 - 2020 |

Cet article présente les faits marquants de l'année 1997 en architecture.

## Réalisations
- 16 décembre : ouverture à Los Angeles du John Paul Getty Museum de Richard Meyer.
- Ouverture du Musée Guggenheim de Frank Gehry à Bilbao.
- Ouverture au public du pont Zubizuri de Santiago Calatrava Valls à Bilbao.
- Inauguration du collège de la Pléiade à Sevran, en Seine-Saint-Denis.

## Récompenses
- Prix Pritzker : Sverre Fehn.
- Prix de l'Académie d'Architecture de France : Imre Makovecz.
- Prix de l'Équerre d'argent : Jean-Marc Ibos et Myrto Vitart pour le Palais des beaux-arts de Lille (rénovation-extension).

## Naissances
- x

## Décès
- 4 septembre : Aldo Rossi (° 3 mai 1931).